# Magnus Henrique Lopes

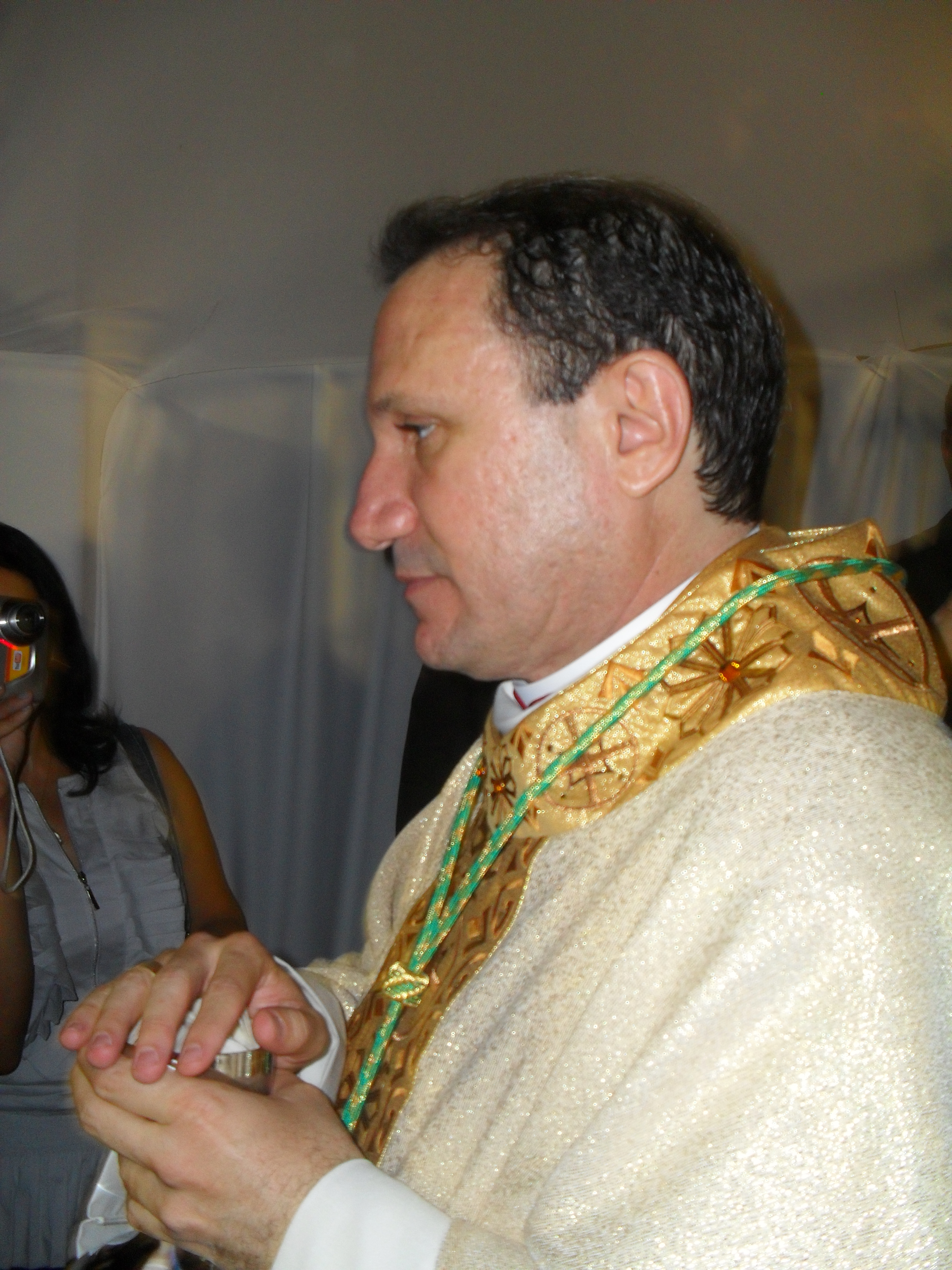
Magnus Henrique Lopes

Wappen von Magnus Henrique Lopes als Bischof von Salgueiro

Magnus Henrique Lopes OFMCap (* 31. Juli 1965 in Açu) ist ein brasilianischer Ordensgeistlicher und römisch-katholischer Bischof von Crato.

## Leben
Magnus Henrique Lopes trat der Ordensgemeinschaft der Kapuziner bei, legte am 6. Januar 1989 die Profess ab und empfing am 21. Dezember 1996 die Priesterweihe.
Papst Benedikt XVI. ernannte ihn am 16. Juni 2010 zum ersten Bischof des mit gleichem Datum errichteten Bistums Salgueiro. Die Bischofsweihe spendete ihm der Erzbischof von Vitória da Conquista, Luís Gonzaga Silva Pepeu OFMCap, am 17. September desselben Jahres; Mitkonsekratoren waren Severino Batista de França OFMCap, Bischof von Nazaré, und Paulo Cardoso da Silva OCarm, Bischof von Petrolina. Als Wahlspruch wählte Magnus Henrique Lopes OMNIA POSSUM IN EO.
Am 12. Januar 2022 ernannte ihn Papst Franziskus zum Bischof von Crato. Die Amtseinführung erfolgte am 19. Februar desselben Jahres.